# Квасовець (струмок)
Квасовець — струмок в Україні, у Міжгірському районі Закарпатської області. Лівий доплив Тереблі (басейн Дунаю).

## Опис
Довжина струмка приблизно 5 км. Формується з багатьох безіменних струмків.

## Розташування
Бере початок на північно-західних схилах гірської вершини Топас. Тече переважно на північний захід і на північний схід від села Мерешор впадає у річку Тереблю, праву притоку Тиси. 
Річка тече в межах Національного природного парку «Синевир».